# Кременецький педагогічний коледж Кременецької обласної гуманітарно-педагогічної академії імені Тараса Шевченка
Фаховий коледж Кременецької обласної гуманітарно-педагогічної академії імені Тараса Шевченка — вищий педагогічний навчальний заклад II рівня акредитації, який функціонує у місті Кременці Тернопільської області в Україні.
Відповідно до ліцензії та сертифікатів про акредитацію педагогічний коледж готує фахових молодших бакалаврів із таких спеціальностей:
- „Дошкільна освіта”;
- „Технологічна освіта”
- „Музичне мистецтво*”;
- „Образотворче мистецтво*”;
- „Фізичне виховання*”.

## Історія
Освітні традиції в Кременці були започатковані у XVII столітті братською школою та друкарнею при православному Богоявленському монастирі, що був розташований на пагорбі в центрі міста. У 1731-1743 роках коштами князів Вишневецьких та інших меценатів поряд з Богоявленським монастирем постає Кременецький єзуїтський колегіум, закритий 1773 року. Колегіум готував вчителів для єзуїтських шкіл. По єзуїтах у будівлях колегіуму діяли підокружна та окружна світські школи, а у 1805 році було відкрито Вищу Волинську гімназію.1807 року гімназії передано будівлю та територію Богоявленського монастиря. 1819 року гімназію перетворено на Волинський (Кременецький) ліцей. У 1833 році ліцей перевели до Києва, де на його основі було створено Київський університет. Від 1836 до 1902 року в будівлях колишнього ліцею діяла Волинська духовна семінарія, у 1902-1920 - Волинське єпархіальне жіноче училище, що готувало вчительок для початкових шкіл. У 1920 році влада Другої Речі Посполитої відновлює Кременецький ліцей як комплекс навчальних закладів, серед яких були вчительська семінарія та педагогіум (середній спеціальний навчальний заклад, який давав педагогічну освіту). 1940 року нова радянська влада засновує на базі ліцею Кременецький учительський інститут, 1952 року реорганізований у педагогічний. 1969 року інститут з Кременця перебазовано до Тернополя, де на його основі згодом було створено Тернопільський національний педагогічний університет імені Володимира Гнатюка, у Кременці ж залишено педагогічне училище. 1989 року Кременецькому педагогічному училищу надано ім'я Тараса Григоровича Шевченка, а у 1991 році училище реорганізовано у Кременецький педагогічний коледж. 2002 року на базі коледжу утворено Кременецький гуманітарно-педагогічний інститут імені Тараса Шевченка. У 2005 році з метою забезпечення ступеневої освіти відновив свою діяльність Кременецький педагогічний коледж у структурі Кременецького обласного гуманітарно-педагогічного інституту ім. Тараса Шевченка.
У 2005 році з метою забезпечення ступеневої освіти відновив свою діяльність Кременецький педагогічний коледж у структурі Кременецької обласної гуманітарно-педагогічної академії ім. Тараса Шевченка. Відповідно до ліцензії та сертифікатів про акредитацію педагогічний коледж готує молодших спеціалістів із таких спеціальностей: „Дошкільна освіта”, „Технологічна освіта”, „Музичне мистецтво*”, „Образотворче мистецтво*”, „Фізичне виховання*”.
Тепер понад 650 студентів отримують професійну підготовку й опановують тонкощі обраного фаху. 
Пріоритетним завданням педагогічного колективу коледжу є формування професійно освіченого, інтелектуально багатого та фізично досконалого студента. Предметом постійної уваги керівництва коледжу є чітка організація навчального процесу і високий рівень його методичного забезпечення.
Навчально-виховний процес здійснюють 111 педагогічних працівників. Це висококваліфіковані фахівці, більшість із яких мають досвід роботи, володіють педагогічною майстерністю і безмежно відданні справі підготовки майбутніх педагогів.
Навчально-виховний процес забезпечують як штатні педагогічні працівники коледжу, так і науково-педагогічні працівники інституту з науковими ступенями та вченими званнями. Серед викладацького складу – 7 кандидатів наук, 28 спеціалістів вищої кваліфікаційної категорії, з них педагогічні звання „викладач-методист“ мають 11 осіб, „старший викладач“ – 8 осіб. Над дисертаційними дослідженнями працюють 26 викладачів.
У навчально-виховному процесі коледжу (як структурного підрозділу) використовується матеріальна база Кременецького обласного гуманітарно-педагогічного інституту ім. Тараса Шевченка, зокрема, електронна бібліотека та центр Інтернет-ресурсів, комп’ютерні класи, майстерні та лабораторії, концертні та хореографічні зали, спортивний комплекс тощо.
Студенти коледжу залучаються до наукової, дослідницької роботи, беруть участь у студентських наукових конференціях інституту. Розроблено та втілено на практиці систему роботи, пов’язану з відродженням народних ремесел. У коледжі діє виставка творчих робіт викладачів і студентів.
У коледжі функціонує політично-дискусійний клуб, мистецькі гуртки „Палітра“ та „Натхнення“, гурток писанкарства, «Юний журналіст» (студенти-журналісти стали призерами Всеукраїнського конкурсу мультимедійних проектів «Врятувати від забуття»). В навчальному закладі працює студентський експериментальний театр „Пілігрим“ (вистави „Ромео і Джульєтта“, „Енеїда“, „У неділю рано зілля копала“, „Є від кого йти, є до кого йти“).
До послуг студентів гуртки художньої самодіяльності – капела бандуристів, самодіяльний народний хор, народний художній вокальний ансамбль „Калина“, камерний хор, танцювальна студія та інші.
Студенти займаються у спортивних секціях з настільного тенісу, легкої атлетики, футболу, волейболу, гандболу, шахів, пауерліфтингу, армреслінгу, лижного спорту.
Після закінчення коледжу наші випускники отримують можливість продовжити навчання на 3-му курсі академії для здобуття освітньо-кваліфікаційного рівня "бакалавр" за відповідним напрямом підготовки.
6 березня 2012 року 43-я сесія Тернопільської обласної ради п’ятого скликання ухвалила рішення щодо зміни типу та перейменування Кременецького обласного гуманітарно-педагогічного інституту ім.Тараса Шевченка в Кременецьку обласну гуманітарно-педагогічну академію імені Тараса Шевченка.

## Адміністрація
- Дубровський Роман Олександрович – директор Фахового коледжу Кременецької обласної гуманітарно-педагогічної академії ім. Тараса Шевченка кандидат філологічних наук, доцент, спеціаліст вищої категорії, викладач-методист;
- Яловський Павло Миколайович – заступник директора з навчально-виховної роботи, доктор філософії, спеціаліст вищої категорії;
- Цимбалюк Ольга Володимирівна - заступник директора з виховної роботи, спеціаліст першої категорії.

## Відділення дошкільної, початкової та технологічної освіти
- Завідувач відділенням Ліщук Юрій Миколайович
- Циклова комісія психолого-педагогічних дисциплін та дошкільних методик (Сабран Надія Михайлівна – голова циклової комісії – кваліфікаційна категорія „спеціаліст вищої категорії“, „викладач–методист“).
- Циклова комісія трудового навчання та технологій і образотворчого мистецтва (Томашівський Сергій Михайлович  – голова циклової комісії – кваліфікаційна категорія „спеціаліст першої категорії“).
- Циклова комісія гуманітарних дисциплін (Бончик Ольга Анатоліївна – голова циклової комісії –  кваліфікаційна категорія „спеціаліст першої категорії“).

## Відділення фізичного виховання, культури та мистецтв
- Завідувач відділення Шегера Сергій Ярославович
- Циклова комісія фізичного виховання (Сиротюк Сергій Миколайович – голова циклової комісії – кваліфікаційна категорія „спеціаліст“).
- Циклова комісія природничих дисциплін (Бєлова Ірина Іванівна – голова циклової комісії – кваліфікаційна категорія „викладач вищої категорії“).
- Циклова комісія музичних дисциплін (Мороз Олександра Віталіївна – Голова циклової комісії музичних дисциплін  –  кваліфікаційна категорія „спеціаліст вищої категорії“).